# یوشینوبو ایکدا
یوشینوبو ایکدا (انگلیسی: Yoshinobu Ikeda; ۱۰ مارس ۱۸۹۲ – ۱ سپتامبر ۱۹۷۳) کارگردان فیلم، و فیلم‌نامه‌نویس اهل ژاپن بود.